# Suzuki Baleno
Suzuki Baleno (Сузу́кі Бале́но) — легковий автомобіль виробництва компанії Suzuki. На експорт поставлявся також під назвою Suzuki Esteem.

## Перше покоління

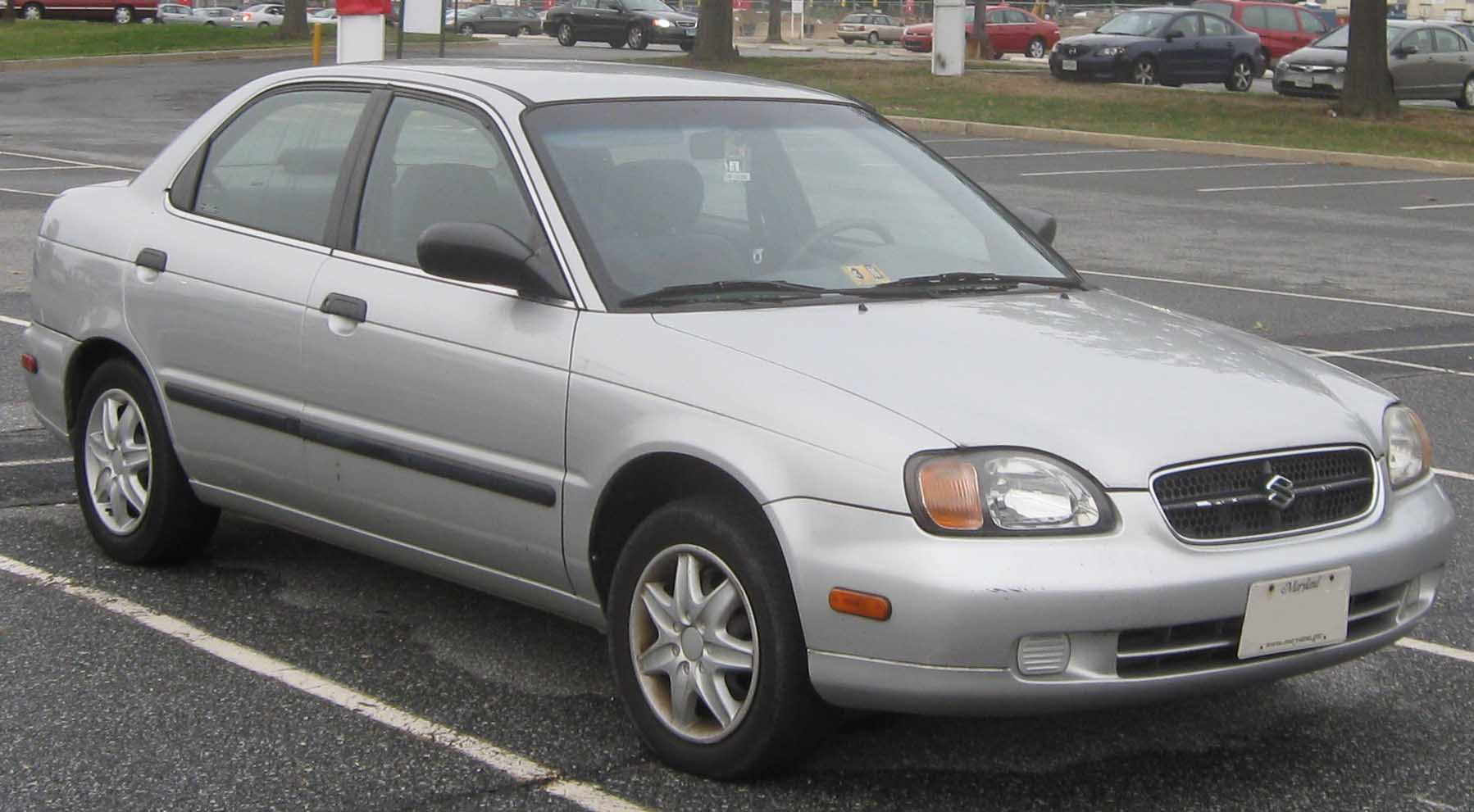
Suzuki Baleno І (1999-2002)

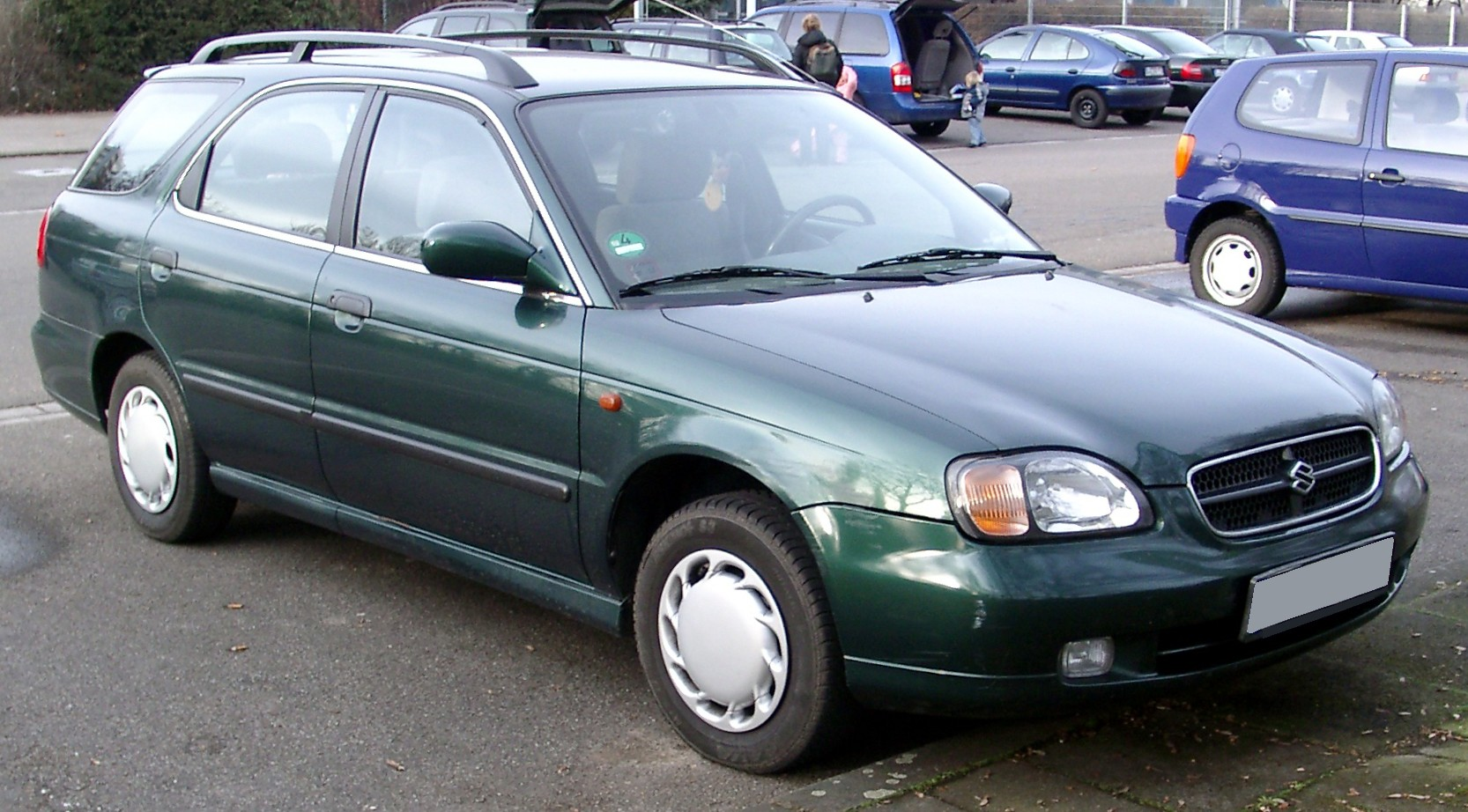

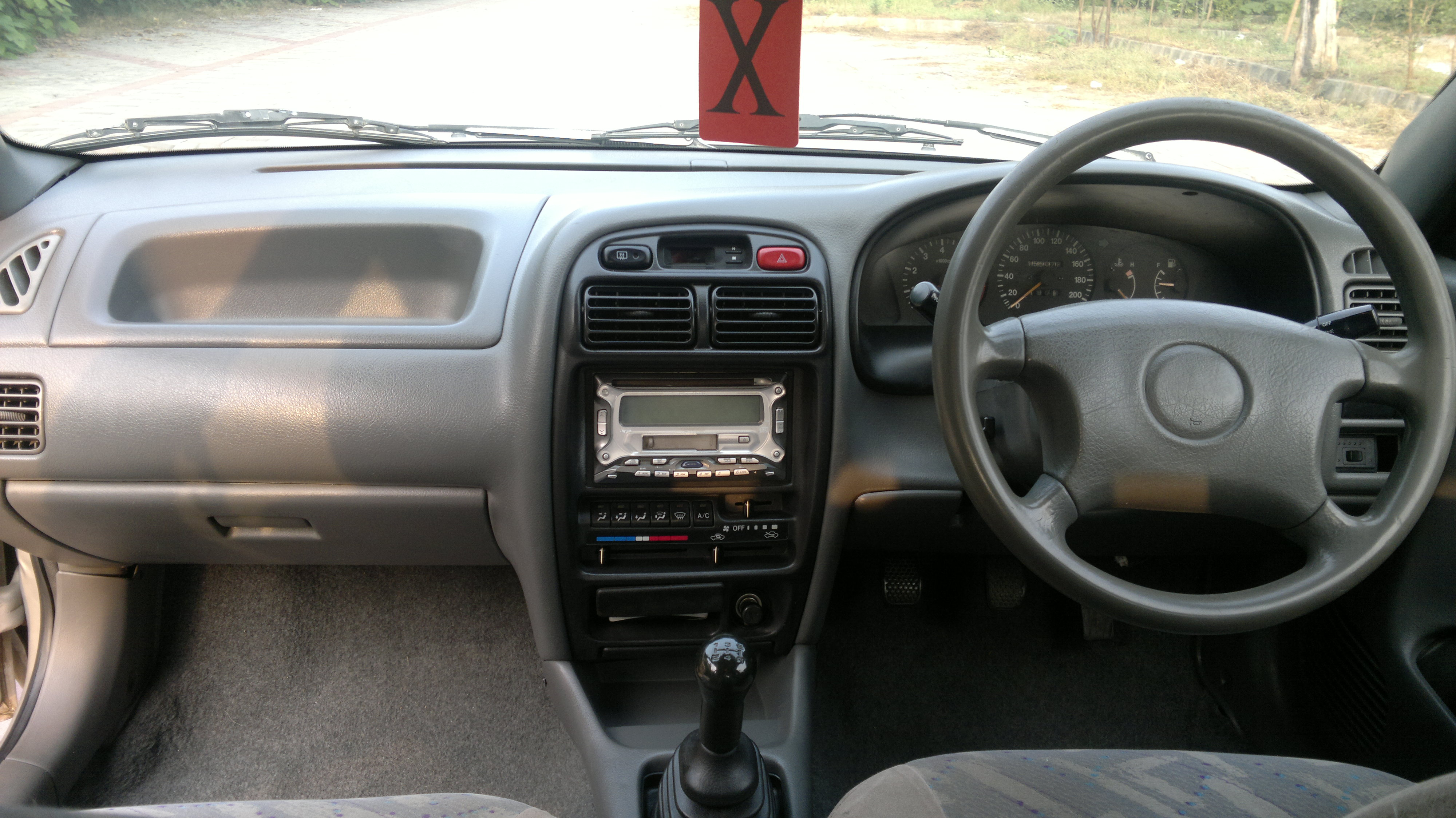

Автомобіль випускався з 1995 року по 2002 рік в кузовних версіях тридверного хетчбека, седана і універсала. Модель оснащена бензиновим рядним чотирициліндровим двигуном робочим об'ємом 1,3, 1,6 і 1,8 л (залежно від модифікації), потужністю 80, 98 і 121 к.с., підсилювачем керма. У серійну комплектацію входять пристрої захисту як від дітей, так і від викрадачів. Безпека поїздки забезпечують: подушки безпеки для водія і пасажира, посилені задні і середні дверні стійки, анкерний механізм регулювання висоти ременів безпеки передніх сидінь.
В 1999 році модель модернізували, змінивши зовнішність та оснащення.

### Двигуни
- 1,3 л G13B Р4
- 1,5 л G15A Р4
- 1,6 л G16B Р4
- 1,8 л J18A Р4
- 1,8 л BP-ZE Р4
- 1,9 л XUD9 дизель Р4

## Друге покоління

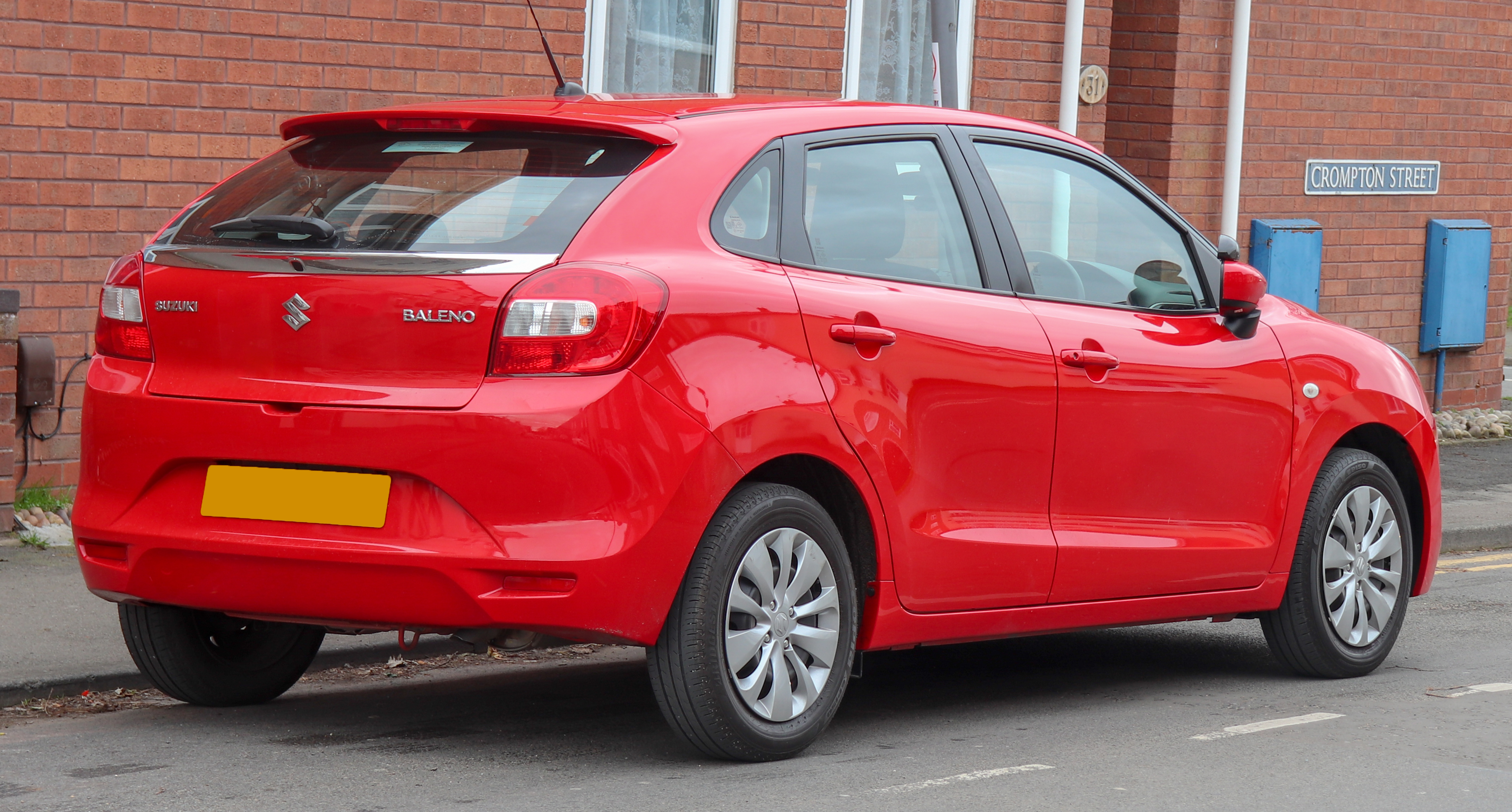
Suzuki Baleno ІІ

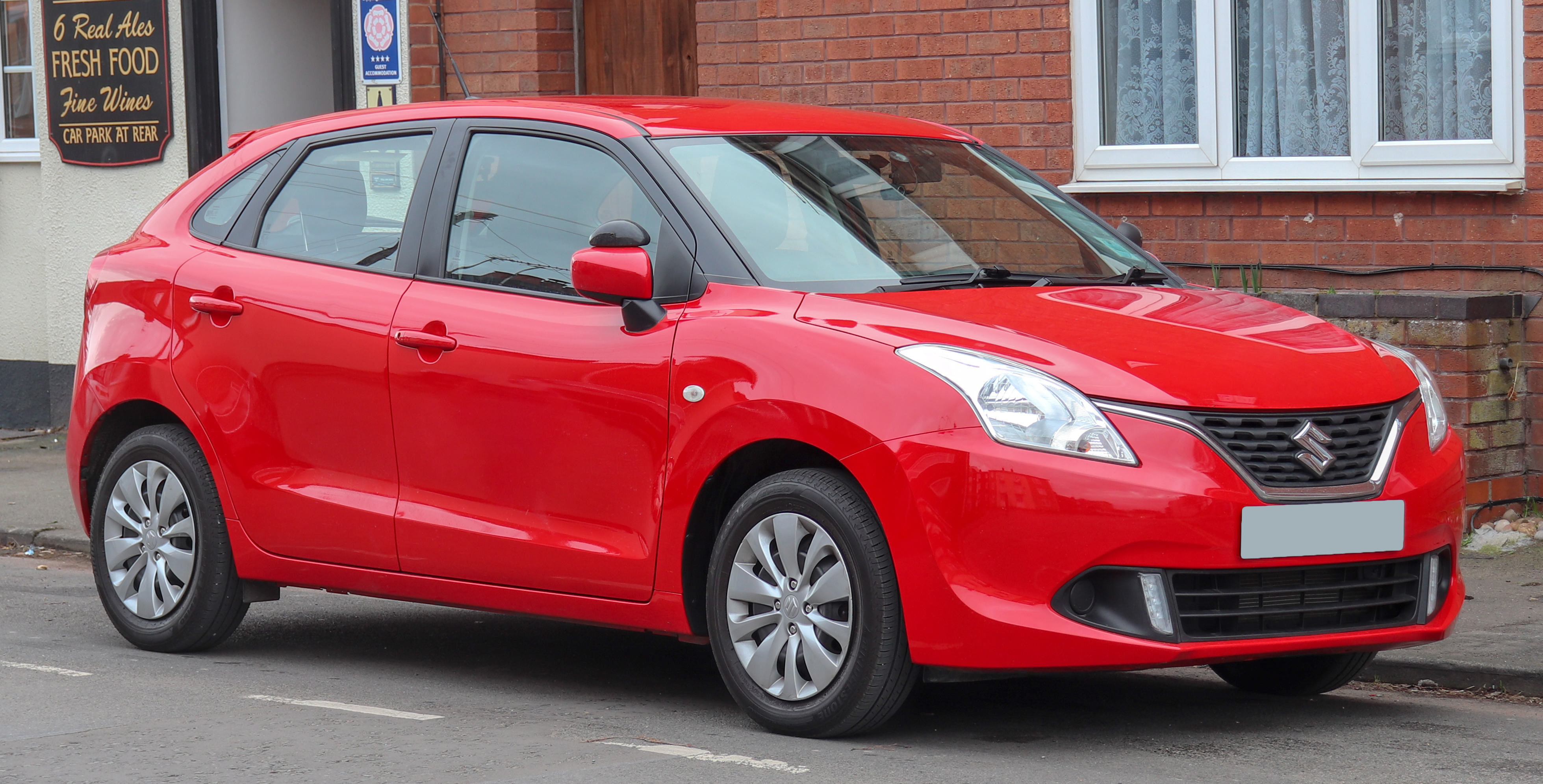
Suzuki Baleno ІІ

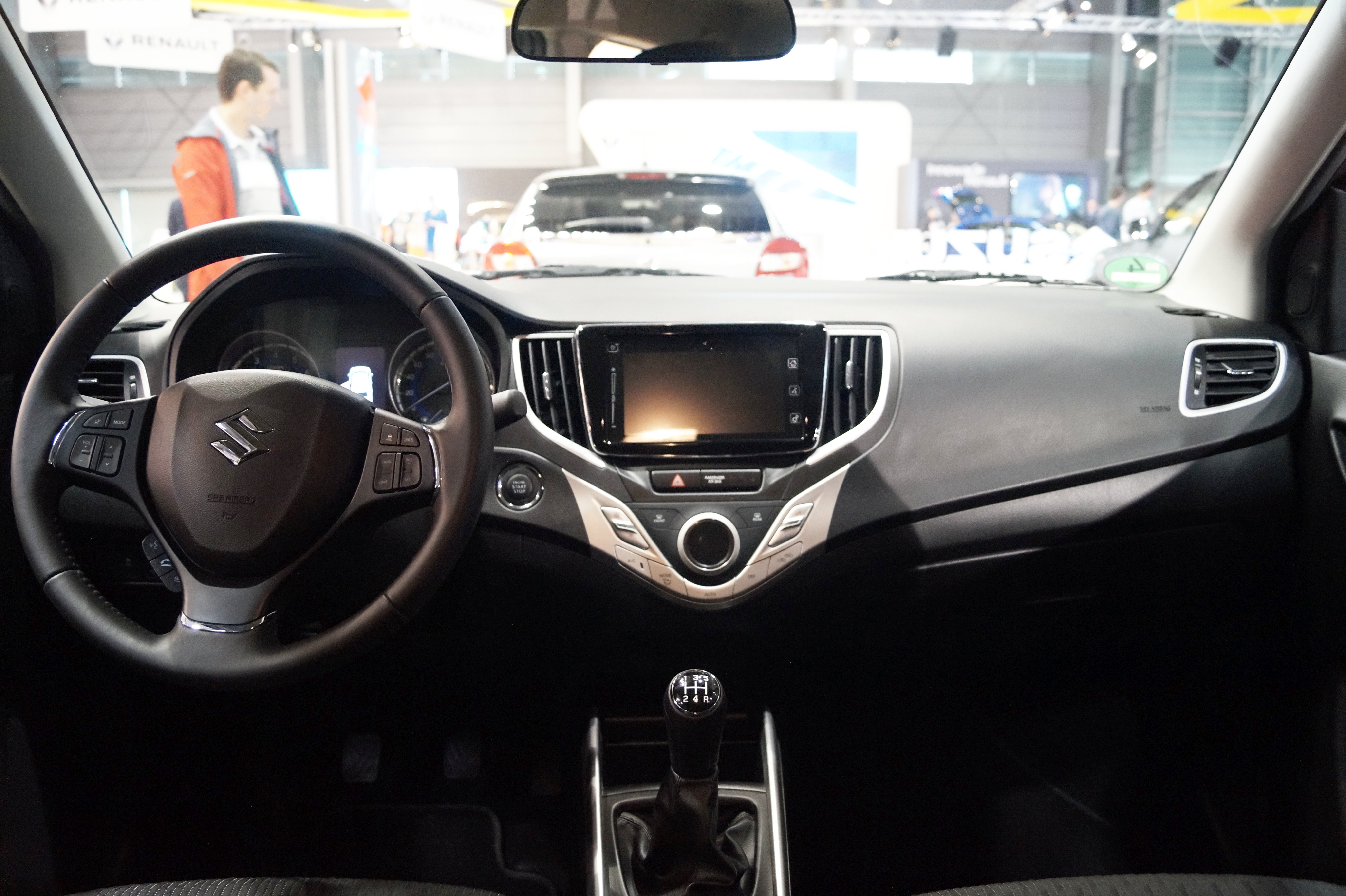

В 2015 році представлено друге покоління Suzuki Baleno. 
Для створення автомобілів другого покоління розробники задіяли нову платформу Heartect. Кузов обшитий більш високоякісною[джерело?] сталлю. Загальна вага хетчбеку становить 920 кг. Крім того, Baleno став довшим та ширшим.
Загальна конструкція була вдосконалена з урахуванням європейських вподобань та тенденцій. Усі моделі постачаються з системою супутникової навігації, кондиціонером, DAB радіо, Bluetooth сполученням телефону, тонованими вікнами та литими дисками коліс. У моделі вищої комплектації SZ5 присутні також світлодіодні задні ліхтарі, бортовий комп’ютер з кольоровим екраном, клімат-контроль, система допомоги при гальмуванні з радаром та активний круїз-контроль. Моделі з гібридною установкою отримали той самий стандартний перелік, що і модель SZ5. 

### Toyota Glanza/Starlet
Оновлений Baleno продається Toyota як Toyota Glanza , яка дебютувала в Індії 6 червня 2019 року.  Знак «Glanza» раніше використовувався для спортивної версії японського хетчбека Starlet серії P90 . Glanza пропонується в двох комплектаціях - Glanza G і V, заснованих на комплектаціях Baleno Zeta і Alpha відповідно, а також оснащених тими ж 1,2-літровими бензиновими двигунами K12M/N .  Glanza також продається в Африці як Starlet і оснащується 1,4-літровим бензиновим двигуном. 

### Двигуни
- 1.0 L K10C Boosterjet I3 turbo
- 1.2 L K12C Dualjet I4
- 1.2 L K12M I4
- 1.4 L K14B I4 (Індонезія & Пд. Африка)
- 1.3 L D13A DDiS I4 (turbodiesel)

## Третє покоління

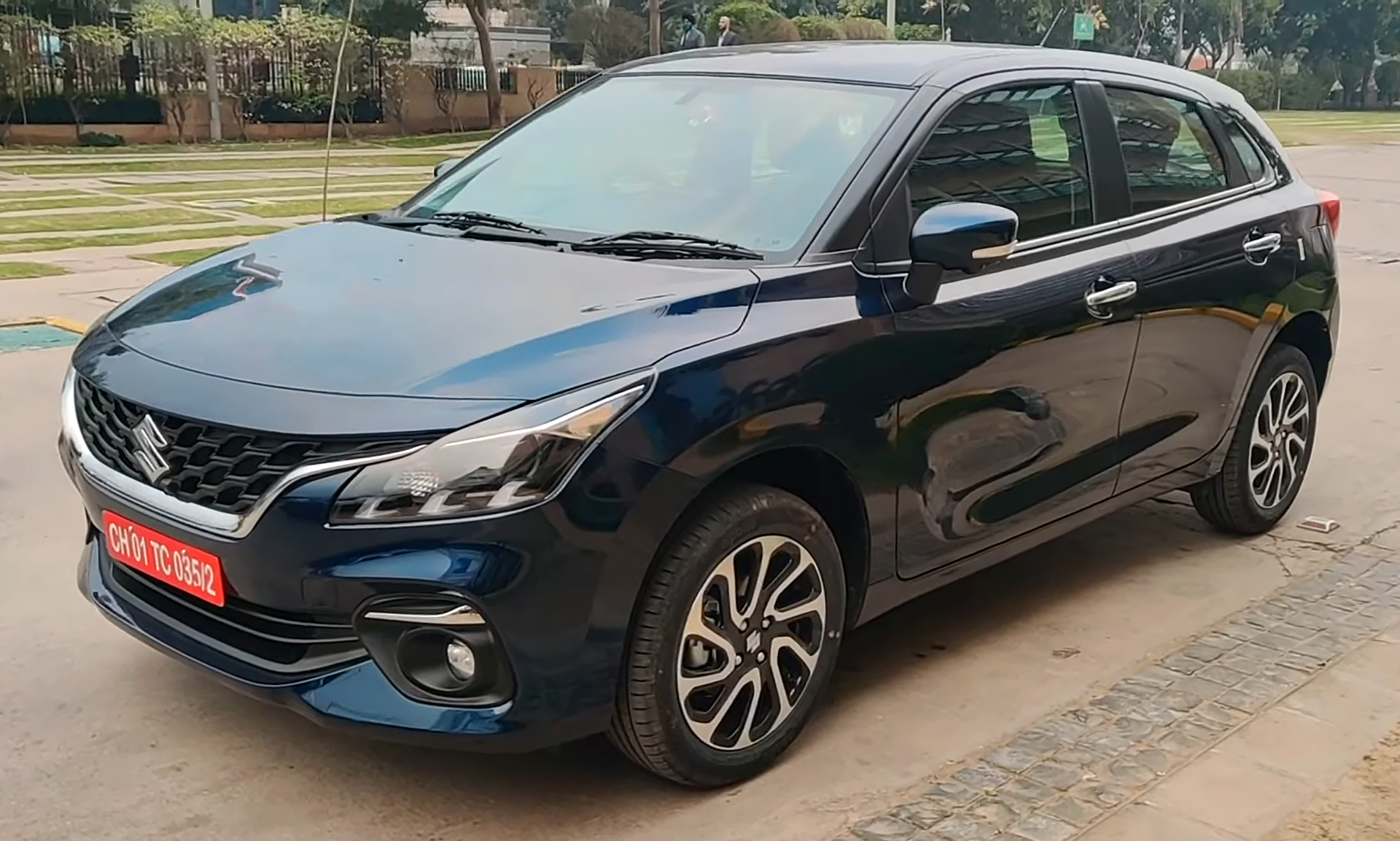
2022 Maruti Suzuki Baleno Alpha (Індія)

Третє покоління хетчбека Baleno було вперше випущено в Індії 23 лютого 2022 року  Його продовжують збирати на заводі Suzuki в Ахмедабаді та експортують до Азії, Африки, Близького Сходу та Латинської Америки. 
Suzuki заявила, що хетчбек є повною зміною моделі з маркетинговою назвою «New Age Baleno», однак він використовує основу попередньої моделі з основними змінами корпусу. Екстер’єр отримав нові кузовні панелі, фари, світлодіодні протитуманні фари, задні ліхтарі, менші вікна на задній стійці та колеса.  
Що стосується інтер’єру, він оснащений оновленою приладовою панеллю з плаваючим 9-дюймовим РК-дисплеєм, панеллю приладів, оновленим кермом, а також додатковими новими функціями, такими як задні вентиляційні отвори кондиціонера, USB-порти для швидкої зарядки, проекційний дисплей , камера огляду 360°, підтримка голосового помічника Amazon Alexa та покращена продуктивність NVH. Керування також покращено завдяки новій підвісці, новій системі гідравлічного зчеплення та збільшеним переднім дисковим гальмам. 

### Toyota Glanza/Starlet

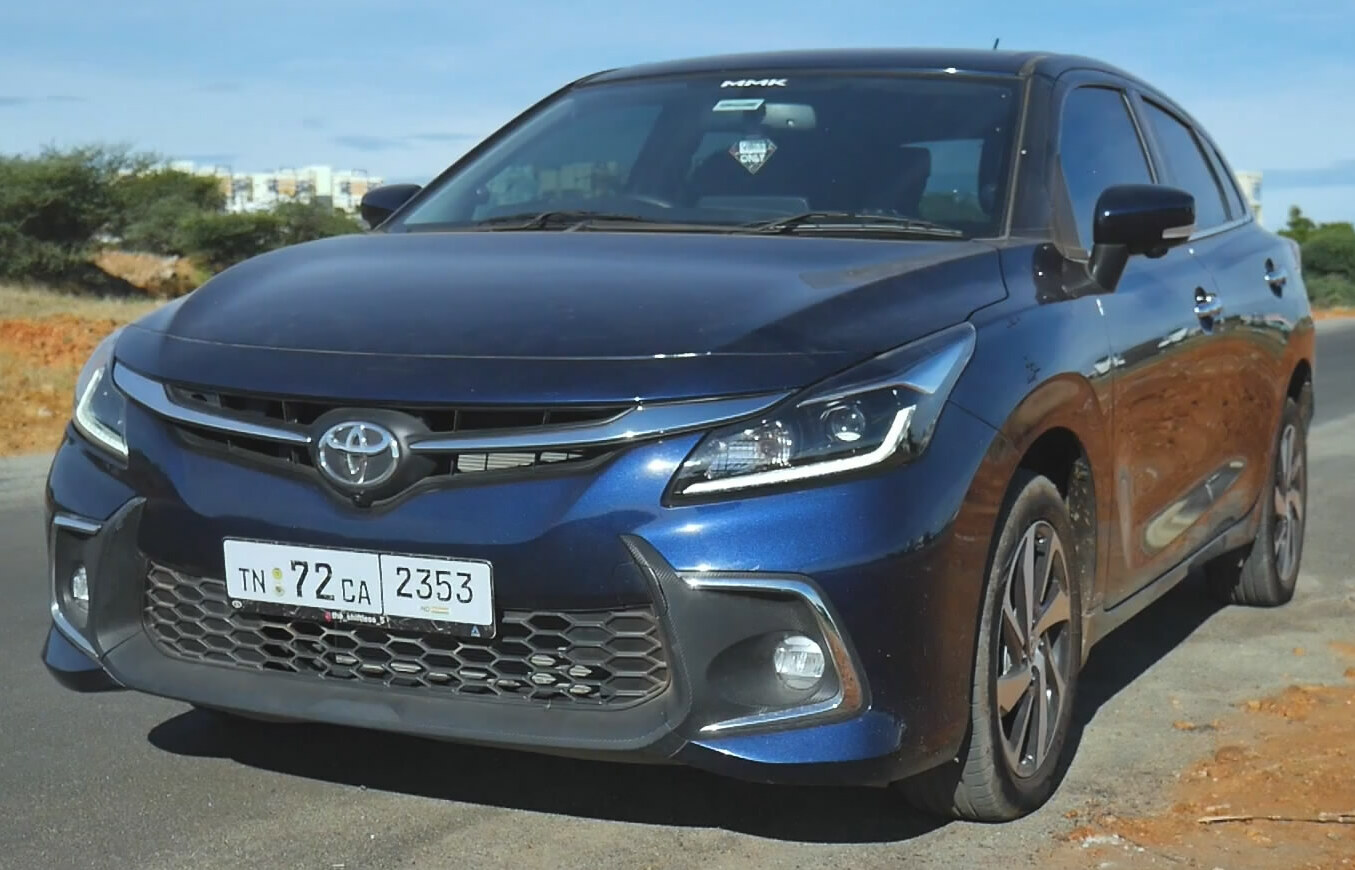
Toyota Glanza (Індія)

Друге покоління Glanza на базі Baleno було випущено 15 березня 2022 року з чотирма комплектаціями: E, S, G і V. Рівень механіки та обладнання ідентичний Baleno. Glanza другого покоління також продається в Африці під назвою Starlet з травня 2022 року та оснащується 1,5-літровим бензиновим двигуном. 

### Двигуни
- 1.2 L K12C I4
- 1.5 L K15B I4